# Galangachi
Galangachi est une petite ville du Togo.

Galangachi est situé à environ 52 km de Dapaong.